# Seirin Kōgeisha
Seirin Kōgeisha (青林工藝舎) est une maison d'édition japonaise créée le 9 octobre 1997.

## Mangas
- Eiko (いつものはなし, Itsumo no hanashi?)

## Magazines
- AX